# Openluchttheater Valkenburg
L’Openluchttheater Valkenburg est un théâtre en plein air situé à Fauquemont (Valkenburg en néerlandais) dans le Limburg. Il fut conçu en 1916 par Pierre Cuypers.

## Lieux de spectacle
Amphithéâtre monumental et théâtre de la grotte intime.

## Répertoire
Le répertoire comprend Musiques du monde, opéra, pop, jazz, théâtre

## Galerie photo

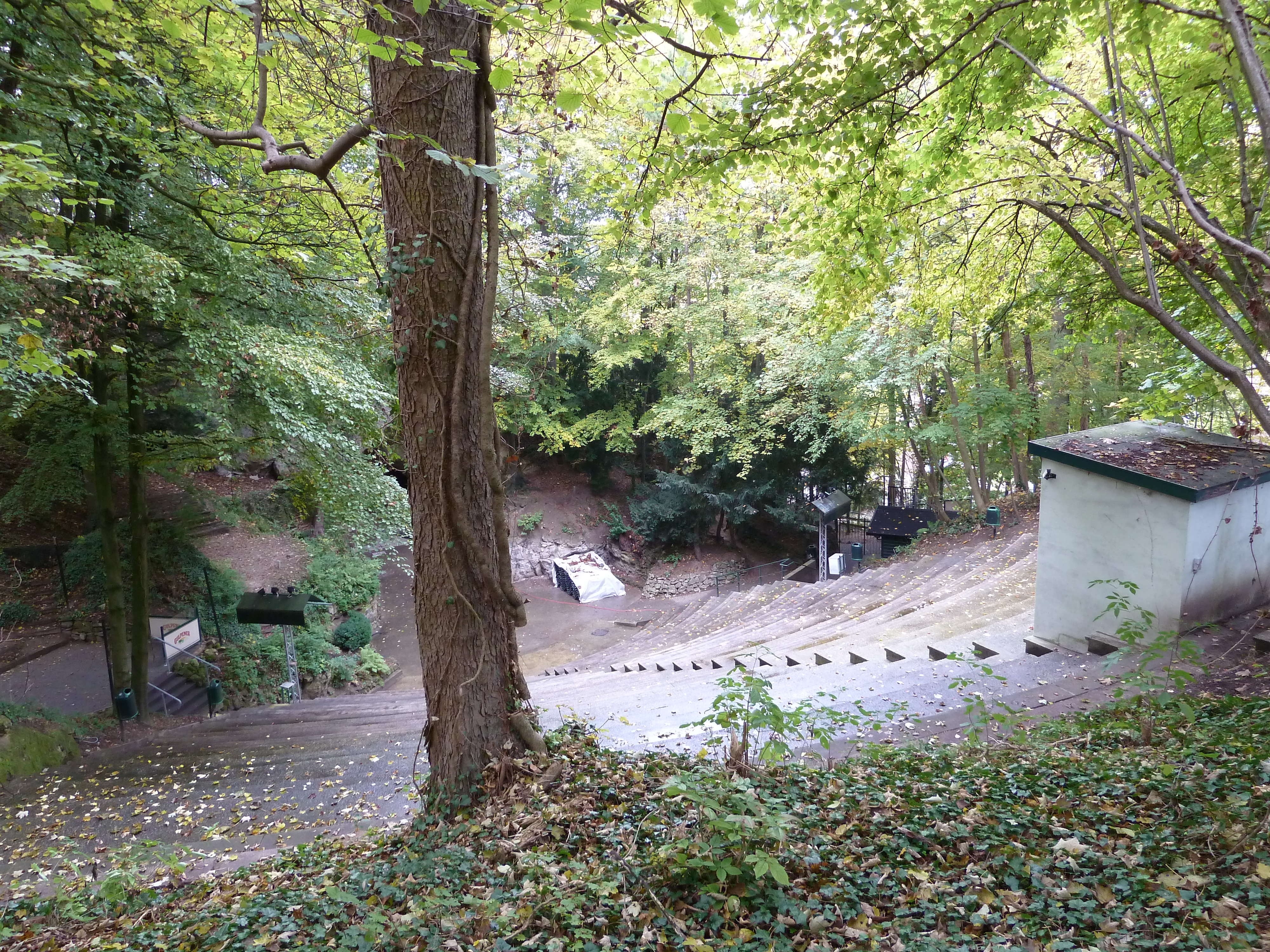
L'Openluchttheater Valkenburg
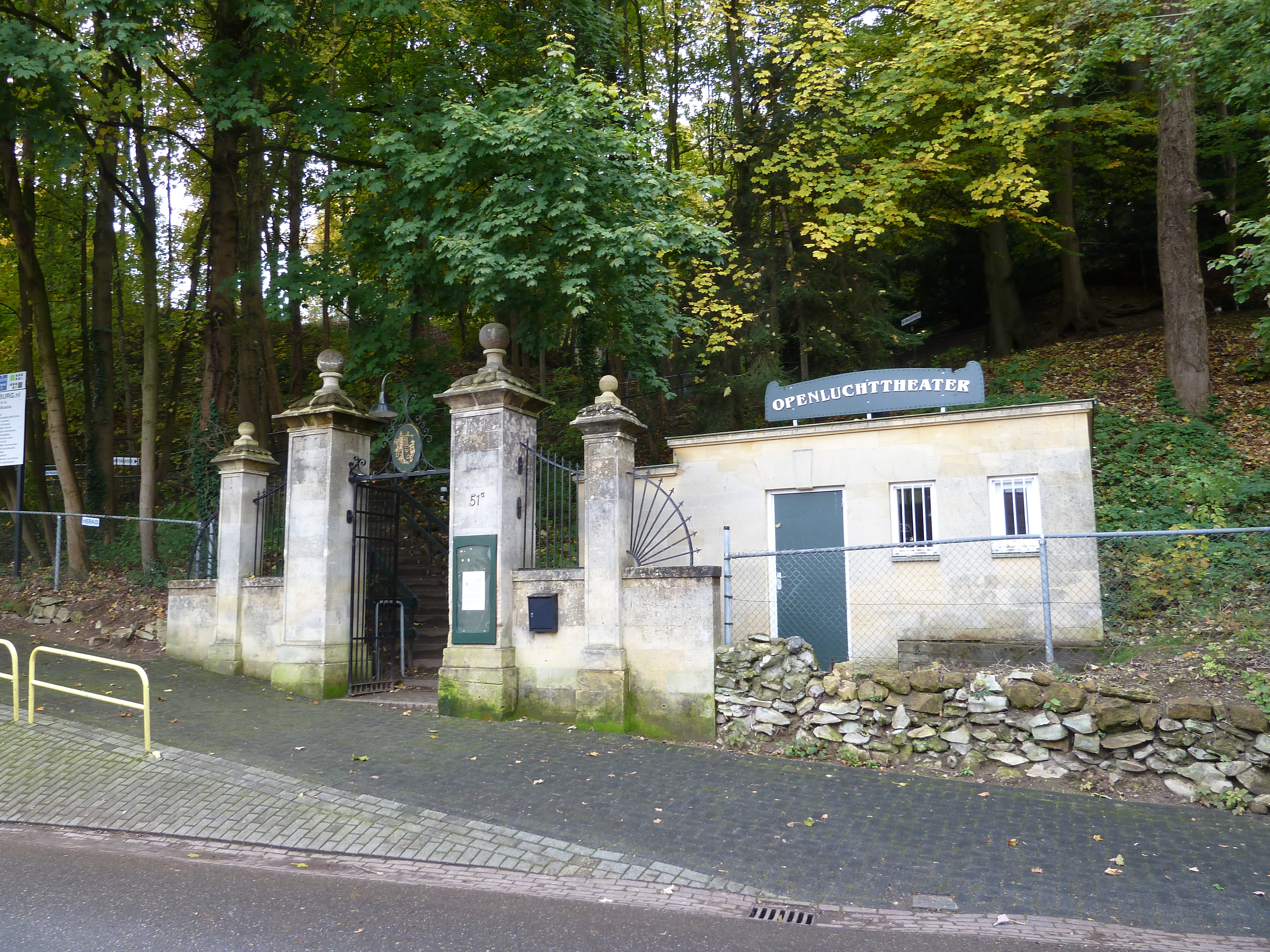
Entrée Plenkertstraat
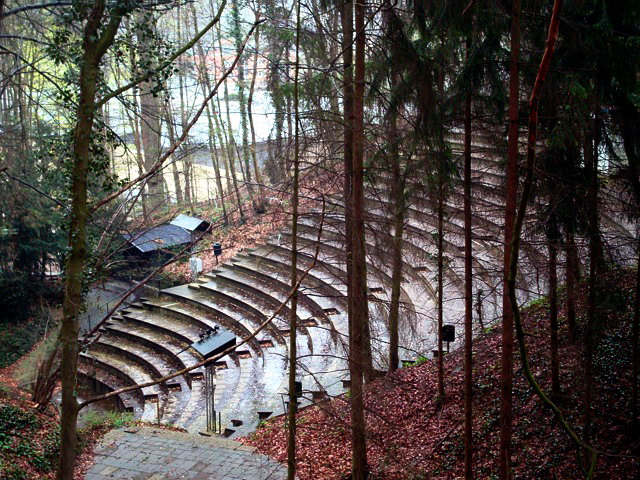
Tribunes
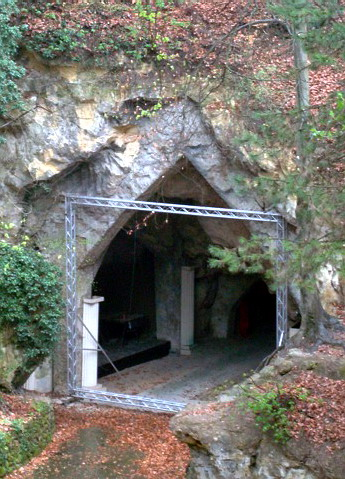
Podium
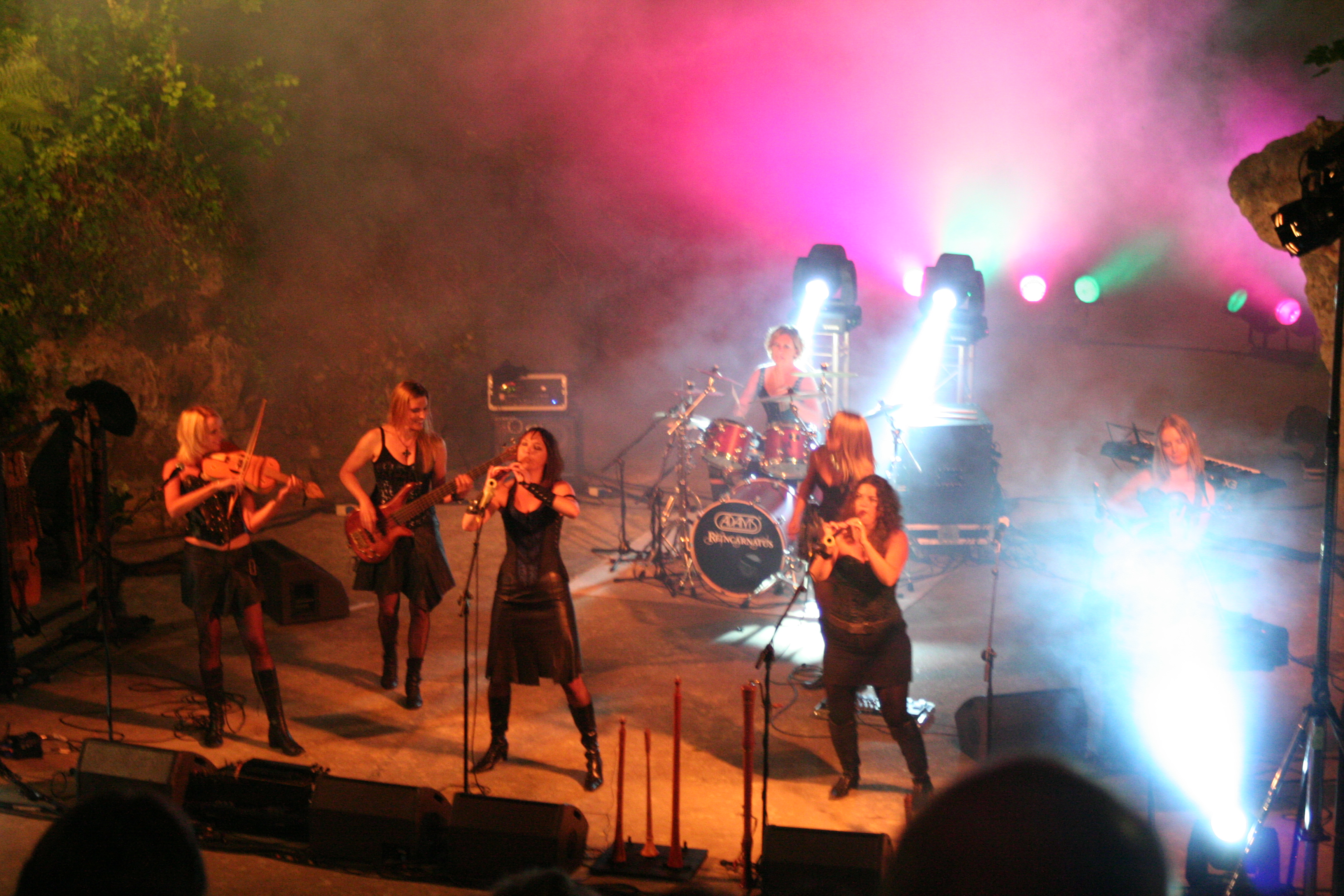
Concert Pop 2009